# 潘柏希

潘柏希（1985年12月23日—）台灣男演員，外貌有小黃維德之稱。畢業於輔仁大學法律學系。

## 電視劇
| 年份   | 頻道       | 劇名                 | 飾演          |
| ------ | ---------- | -------------------- | ------------- |
| 2010年 | 民視       | 《新兵日記》         | 石俊          |
| 2012年 | 公視       | 《小孩大人》         | 酷酷          |
| 2013年 | 公視       | 《主桌》             | 大介          |
| 2014年 | 華視       | 《巷弄裡的那家書店》 | 陳天養        |
| 2015年 | 台視       | 《新世界》           | 劉東瀚        |
| 2015年 | 台視       | 《天若有情》         | 葉以德        |
| 2016年 | 三立台灣台 | 《甘味人生》         | 邱建治        |
| 2017年 | 民視       | 《幸福來了》         | 李鴻銘        |
| 2018年 | 緯來電影台 | 《我的刁蠻女明星》   | 黃浩          |
| 2019年 | 大愛電視台 | 《百歲仁醫》         | 楊錫欽        |
| 2019年 | 華視       | 《守著陽光守著你》   | 楊凱漢        |
| 2019年 | 民視       | 《多情城市》         | 劉加烈        |
| 2021年 | 民視       | 《黃金歲月》         | 李天寶        |
| 2024年 | 三立台灣台 | 《願望》             | 王信翰 周信翰 |
| 2025年 | 華視       | 《幸運靈書FB54》     |               |

## 主持作品
- 緯來綜合台 《菜鳥老闆來上工之快炒特工》

## 音樂創作
- 電影《到不了的地方》同名主題曲-蕭敬騰演唱 ; 李鼎、潘柏希作詞 ; V.K克作曲 / 版權&提供：華納音樂 / 2014

## MV
- 《Party Time》李玟 / 2009
- 《你是愛我的》江美琪 / 2010
- 《站在你的左邊》小男孩樂團 / 2019
- 《當初的咱》賴慧如 / 2022

## 外部連結
- （中文）潘柏希的Facebook專頁
- （中文）潘柏希的新浪微博
- （中文）潘柏希的Instagram帳戶